# Goldene Himbeere/Schlechtestes Prequel oder Fortsetzung
Die Goldene Himbeere für das schlechteste Prequel oder die schlechteste Fortsetzung wurde erstmals 2006 anstatt der Kategorie Schlechteste Neuverfilmung oder Fortsetzung vergeben. Dabei bezieht sie sich auf Filme des vorangegangenen Jahres.

## Schlechtestes Prequel oder Fortsetzung 2007
- Basic Instinct – Neues Spiel für Catherine Tramell (OT: Basic Instinct 2) – Produktion: Moritz Borman, Mario Kassar, Andrew G. Vajna

Außerdem nominiert:
- Big Mama’s Haus 2 (OT: Big Momma's House 2) – Produktion: Kara Francis, David T. Friendly, Michael Green
- Garfield 2 (OT: Garfield: A Tail of Two Kitties) – Produktion: John Davis, Brian Manis
- The Santa Clause 3 – Eine frostige Bescherung (OT: The Santa Clause 3: The Escape Clause) – Produktion: Henry Margolis
- The Texas Chainsaw Massacre: The Beginning (OT: The Texas Chainsaw Massacre: The Beginning) – Produktion: Michael Bay, Tobe Hooper, Kim Henkel, Mike Fleiss, Andrew Form, Bradley Fuller

## Schlechtestes Prequel oder Fortsetzung 2008
- Der Kindergarten Daddy 2: Das Feriencamp (OT: Daddy Day Camp) – Produktion: John Davis, William Sherak, Jason Shuman

Außerdem nominiert:
- Aliens vs. Predator 2 (OT: Aliens vs. Predator: Requiem) – Produktion: John Davis, Wyck Godfrey, Paul Deason, David Giler, Walter Hill
- Evan Allmächtig (OT: Evan Almighty) – Produktion: Gary Barber, Roger Birnbaum, Michael Bostick, Steve Carell, Tom Hanks, Neal H. Moritz, Tom Shadyac
- Hannibal Rising – Wie alles begann (OT: Hannibal Rising) – Produktion: Tarak Ben Ammar, James Clayton, Dino De Laurentiis, Duncan Reid, Martha Schumacher
- Hostel 2 (OT: Hostel: Part II) – Produktion: Chris Briggs, Mike Fleiss, Eli Roth